# 愛知私学4強
- 私学四強[1][2]

愛知私学4強（あいちしがくよんきょう）とは、愛知県における高校野球の強豪校4校を指す言葉。愛知私学四強とも表記される。いずれも名古屋市内にある中京大中京高校、東邦高校、愛工大名電高校、享栄高校の4高校を指す。愛知県内では、単に私学4強と呼ばれることが多い。

## 概要
地元の有力紙である『中日新聞』では遅くとも、1989年（平成元年）7月時点から用いられていた用語である。これら4校は愛知県の高校野球界では伝統校であり、全国的にも名を知られている。またこの4校からはそれぞれ多数のプロ野球選手も輩出している（後述）。享栄を除く3校はいずれも甲子園で優勝経験があり、唯一優勝経験のない享栄も、愛知大会では常に上位に名を連ねる古豪である。愛知県の甲子園勝利数310勝のうち、私学4強の勝利数は256勝を占める（2025年夏の甲子園終了時点）。
愛知県の高校野球では2016年（平成28年）時点で半世紀近くにわたり、この4校が圧倒的に強く、県内の他の高校にとっては甲子園出場への高い壁としてこの4校が立ちふさがるというという構図が続いていた。しかし2017年春（第89回）では至学館高校、2019年夏（第101回）では誉高校（小牧市）と、4強に数えられる高校以外の新興勢力がそれぞれ甲子園に進出していることから、愛知県高等学校野球連盟（県高野連）理事長・神田清は2020年（令和2年）時点で、4強以外の高校もレベルが向上し、それが強豪高校の刺激となって全体の底上げにつながっている、と評している。また手束仁も、私学4強を始めとした私立高校が強い中でも熱心な指導者を擁する公立高校勢が奮闘し、互いに切磋琢磨し合っていることで県内の高校野球が盛り上がり、全体の底上げに繋がっていると評している。
かつては中京商業（現：中京大中京）、東邦商業（現：東邦）、享栄商業（現：享栄）に、県立愛知商業高校（甲子園通算18回出場、優勝 春1回、甲子園通算17勝）を加えた古豪4校が「愛知4商」、もしくは「愛知の4商」と呼ばれていた。この言葉は昭和に入ってから使われるようになった言葉であるが、戦後になると愛知商業に代わって名古屋電気工業高校（現：愛工大名電）が台頭していき、「私学4強」と呼ばれるようになっていった。また、かつては「私学4強」に愛知高校、もしくは春日丘高校を加え、私学五強と呼ぶ場合もあった。手束によれば、1980年代は「4強」に愛知高校を加えて「市内私学5強」と呼称していた。

## 愛知私学4強 甲子園成績・主なOB
| 学校名         | 選抜高等学校野球大会（春）成績                                                           | 全国高等学校野球選手権大会（夏）成績                                         | 主なOB |
| -------------- | ---------------------------------------------------------------------------------------- | ---------------------------------------------------------------------------- | --- |
| 中京大中京高校 | 出場32回、58勝27敗、勝率.682、【優勝4回、準優勝4回】（選抜大会 最多勝利数）              | 出場29回、79勝22敗、勝率.782、【優勝7回】（選手権大会 最多優勝・最多勝利数） | 吉田正男 杉浦清 村上重夫 江藤省三 木俣達彦 伊藤敦規 野中徹博 紀藤真琴 後藤孝志 木村龍治 稲葉篤紀 前田章宏 嶋基宏 井藤真吾 堂林翔太（現役） 磯村嘉孝（現役） 伊藤隼太 伊藤康祐（現役） 鵜飼航丞（現役） 伊藤稜 （現役） 髙橋宏斗（現役） 中山礼都（現役） 畔柳亨丞（現役） |
| 東邦高校       | 出場31回、58勝26敗1分、勝率.690、【優勝5回、準優勝2回】（選抜大会 最多優勝・最多勝利数） | 出場17回、19勝17敗、勝率.528、【準優勝1回】                                  | 阪口慶三 山倉和博 坂本佳一 山田勝彦 山田喜久夫 朝倉健太 木下達生 水野祐希 岩田慎司 石川貢 丸山泰資 松井聖（現役） 石田健人マルク 関根大気（現役） 藤嶋健人（現役） 石川昂弥（現役）                                                                                       |
| 愛工大名電高校 | 出場10回、16勝9敗、勝率.640、【優勝1回、準優勝1回】                                      | 出場15回、8勝15敗、勝率.348、【最高成績ベスト4】                             | 金田正一 倉野光生 工藤公康 山崎武司 イチロー 石堂克利 丸山貴史 堂上剛裕 堂上直倫 十亀剣 谷口雄也 濱田達郎 東克樹（現役） 田村俊介（現役） |
| 享栄高校       | 出場11回、12勝11敗1分、勝率.522、【最高成績ベスト4】                                     | 出場8回、6勝8敗、勝率.429、【最高成績ベスト8】                               | 金田正一 藤王康晴 近藤真一 神野純一 高木浩之 上坂太一郎 大島洋平（現役） 八木亮祐 近藤弘基 上田洸太朗（現役） 竹山日向（現役） |

※2025年夏の甲子園終了時点

## エピソード
- 第15回選抜では中京商業（現・中京大中京）対 東邦商業（現・東邦）の愛知勢同士の決勝戦が行われ、結果は1-0で中京商業が優勝した。
- 中京大中京は、全国高校野球選手権（夏）で、史上唯一3連覇を達成している。春夏連覇、夏春連覇も達成している。
- 中京大中京は、夏の甲子園の決勝に7回進出し、7回全て優勝している。決勝戦で一度も負けたことがない。
- 2010年から2014年まで「やろまいか　愛知私学4強交流戦」が行われていた。
- 東邦が春に滅法強く夏は準優勝が最高成績であるため、「春の東邦、夏の中京」と地元ではいわれている。ただし、中京大中京は東邦に次ぐ春優勝4回（準優勝4回）と、春最多勝利数を誇っているため、春夏ともに強いといえる。
- 甲子園の記念大会で、愛知県から2校が選ばれる際には、私学4強全て西愛知地区（尾張・名古屋地区）に区分けされるため、私学4強が2校同時に出場することはできない。
- 2021年の愛知大会では、愛工大名電が大会史上初の私学4強（中京大中京、東邦、享栄）をすべて下して、夏の甲子園出場を決めた[26]。